# Pas de Castellnou
El Pas de Castellnou és una collada de carena de muntanya situada a 1.690,6 m d'altitud situat en el terme municipal d'Abella de la Conca, a la comarca del Pallars Jussà.
Està situat al costat de llevant del Cap de Carreu, a la mateixa carena de la Serra de Carreu.
Per aquest pas circulava un dels camins de muntanya que travessaven la Serra de Carreu, entre Abella de la Conca i Carreu.

## Etimologia
Tot i que la interpretació del topònim no deixa cap mena de dubte, la falta de referències properes (no hi ha cap Castellnou ni Castell Nou en bastants quilòmetres a la rodona) fa pensar en la presència d'un antic castell en les proximitats, del qual, tanmateix, no se'n té cap mena de coneixement.